# Tükörtojás
A tükörtojás forró olajban vagy zsírban kisütött egész (héj nélküli) tojás.
Változatai elkészíthetők olyan módon is, hogy a tojást nem puszta zsiradékra ütik rá, hanem zsiradékban párolt hagymás vagy zöldséges, esetleg tejfölös alapra, és úgy sütik ki, átkeverés nélkül, tehát a tojás sárgáját egyben hagyva. Az ilyen tojásétel-készítési megoldások átmenetnek tekinthetők a tükörtojás és a rántotta között, de mindaddig, amíg a tojássárgája elkülönül a fogás egyéb komponenseitől, addig az étel mégis inkább a tükörtojás variánsának tekinthető.
Magyarországon igen kedvelt reggeli étel, szokás önmagában kenyérrel és fűszerekkel fogyasztani, de főzelékek (sóska, paraj) feltétjeként is használják. Valamivel ritkábban, de lehet vele találkozni pizzák (extra) feltétjeként is.
Szintén kedvelt reggeli étel a világ több országában, például Észak-Amerikában, Új-Zélandon, Ausztráliában, a Fülöp-szigeteken, Franciaországban, Írországban, az Egyesült Királyságban és Kolumbiában.
Népszerűségét egyszerű elkészíthetőségének és relatív olcsóságának, valamint (kevés zsiradékkal elkészítve) egészséges és tápláló mivoltának köszönheti.